# Wunderburg (Prinzhöfte)
Wunderburg ist ein Ortsteil der Gemeinde Prinzhöfte, die zur Samtgemeinde Harpstedt im niedersächsischen Landkreis Oldenburg  gehört.

## Geografie und Verkehrsanbindung
Wunderburg liegt westlich des Kernbereichs von Prinzhöfte und nordwestlich des Kernbereichs von Harpstedt. Das 34 ha große Naturschutzgebiet Wunderburger Moor liegt südlich.
Der Ort liegt direkt an der nördlich verlaufenden A 1, etwas weiter nördlich verläuft die B 213.